# 吳欽敬
吳欽敬（英語：：1968年11月11日—），是天主教中國籍主教。也是現任盩厔教區主教。

## 生平
吳欽敬生於1968年11月11日，在中國陝西省興平市五豐村。1989年高中畢業就進入教區備修院，其後在1995年畢業於上海佘山修院，於1996年2月11日由楊廣彥主教晉鐸。兩年後，他在陝西天主教神哲學院講授禮儀及神修課程，並兼任神師。
2000年，他遠赴美國美尼索達州聖若翰大學深造，並獲得禮儀神學碩士學位。2005年，在紐約弗得姆大學獲得神修和神修輔導碩士學位後，回國繼續在陝西修院授課。
2005年10月19日接受秘密祝聖晉牧後，被時任教宗若望·保祿二世任命為盩厔教區主教。當兼管盩厔教區的西安教區李篤安主教於2006年去世前三天，即5月22日，吳欽敬才向全體盩厔教區神父公開。自此，他多次接受官方問話，在同年9月被公安翻牆進入聖堂範圍帶走，期間因腦震盪住院，五天後獲釋。2007年3月，當局傳召他去學習，後被發現軟禁於西安教區備修院，直至去年初才讓他返回盩厔教區。
2015年7月10日在聖母無玷聖心主教座堂，官方公開就職禮，由中國天主教主教團副主席楊曉亭主教主祭，西安總教區黨明彥主教共祭。

## 牧徽

吳欽敬牧徽